# Okręg wyborczy Chesham and Amersham
Okręg wyborczy Chesham and Amersham powstał w 1974 r. i wysyła do brytyjskiej Izby Gmin jednego deputowanego. Okręg obejmuje miasta Chesham i Amersham w hrabstwie Buckinghamshire oraz okoliczne wsie.

## Deputowani do brytyjskiej Izby Gmin z okręgu Chesham and Amersham
- 1974–1992: Ian Gilmour, Partia Konserwatywna
- 1992–2021: Cheryl Gillan, Partia Konserwatywna
- 2021–: Sarah Green, Liberalni Demokraci